# Џеронимо (филм)
Џеронимо: америчка легенда (енгл. Geronimo: An American Legend) амерички је вестерн филм из 1993. у режији Волтера Хила. У главним улогама су Џејсон Патрик, Џин Хекман, Роберт Дувал, Вес Студи и Мет Дејмон, сценаристи су Џон Милијус и Лари Грос, директор фотографије је Лојд Ахерн, а композитор Рај Кудер. У питању је измишљени приказ ратова Апача и начина на који је први поручник Чарлс Б. Гејтвуд убедио вођу Апача Џеронима да се преда 1886. године.

## Радња
1885-1886 године пет хиљада америчких војника је послато да једном заувек сломи индијански отпор. Побуњенике предводи легендарни индијански ратник Џеронимо. Чини се да се ни тако велика војска не боји њега и шачице његових храбрих људи.
Легендарни Индијанац успева да не буде ухваћен, али Џеронимо бежи према Мексику. А онда побеснели бригадни генерал наређује да се војска обрачуна са непослушним вођом Црвенокожаца.

## Улоге
| Глумац                     | Улога                      |
| -------------------------- | -------------------------- |
| Џејсон Патрик              | Поручник Чарлс Гејтвуд     |
| Џин Хекман                 | Бригадни генерал Џорџ Крук |
| Роберт Дувал               | Ал Сајбер                  |
| Вес Студи                  | Џеронимо                   |
| Мет Дејмон                 | Поручник Бритон Дејвис     |
| Родни Еј Грант             | Мангас                     |
| Кевин Тај                  | Бриг. генерал Нелсон Мајлс |
| Стив Ривс                  | Чато                       |
| Виктор Арон                | Улзана                     |
| Стјуарт Поносни Орао Грант | Наредник Дачи              |
| Стивен Макхати             | Скуновер                   |
| Џон Фин                    | Капетан Хентиг             |
| Марк Бун млађи             | преплашени рудар           |